# Suzukimetoden
Suzukimetoden (japanska: スズキ・メソード Suzuki mesōdo) är en pedagogisk metod, främst använd för instrumentundervisning inom musiken.
Metoden skapades av den japanske violinisten Shinichi Suzuki. Hans filosofi är att studenten ska lära sig i sin egen takt i små steg, och ständigt bli uppmuntrad, på samma sätt som ett litet barn lär sig att prata. Suzukis utgångspunkt är att varje barn föds med många olika anlag till talang, men att barnet måste ha de rätta stimulerande upplevelserna för att dessa anlag ska utvecklas till egentlig talang. Det är därför viktigt att barnet stimuleras mycket tidigt genom att bland annat lyssna på musik.
Suzuki drar paralleller till hur barn lär sitt modersmål. Utan teoretiska förklaringar och grammatikpluggande lär sig det lilla barnet att tala genom att lyssna och efterlikna de vuxnas språk. Alla barn lär sig språket även om det är mycket komplicerat. Ord och fraser används om och om igen och utvecklas allteftersom.
Eleven har i början enbart den hörda musiken som rättesnöre. Man arbetar länge med samma melodi så att eleven kan den utantill och med så hög musikalisk kvalitet man kan kräva utifrån ålder och andra förutsättningar. Man lämnar aldrig ett stycke bakom sig. Tidigare melodier spelas om och om igen allteftersom musikaliteten utvecklas. Alltså konstant repetition, enligt de paralleller som Suzuki drar till inlärandet av modersmålet.
Suzuki lägger vikt vid att undervisningen hela tiden tar som utgångspunkt vad eleven har lärt. Ska något rättas till ska man koncentrera sig på en sak åt gången. Det viktigaste är att eleven inte mister lusten att spela.
Det är en princip i suzukiundervisningen att man inte arbetar med speciellt utvalda barn. Målet är inte att eleven ska bli professionell musiker. Musiken används istället för att utveckla barnets personlighet. Koncentrationsförmåga, minne och motorik förbättras.